# Saint-Sernin-lès-Lavaur
Saint-Sernin-lès-Lavaur is een gemeente in het Franse departement Tarn (regio Occitanie) en telt 117 inwoners (2004). De plaats maakt deel uit van het arrondissement Castres.

## Geografie
De oppervlakte van Saint-Sernin-lès-Lavaur bedraagt 4,2 km², de bevolkingsdichtheid is 27,9 inwoners per km².
De onderstaande kaart toont de ligging van Saint-Sernin-lès-Lavaur met de belangrijkste infrastructuur en aangrenzende gemeenten.

## Demografie
Onderstaande figuur toont het verloop van het inwonertal (bron: INSEE-tellingen).